# シカ亜科
シカ亜科（シカあか、Cervinae）は、シカ科の下位の亜科。側中手骨が近位に残る（遠位側が消失する）という特徴がある。その分布から、「旧世界ジカ」とも呼ばれる。

## 分類
- ホエジカ族 Muntiacini
  - マエガミジカ属 Elaphodus - マエガミジカのみ
  - ホエジカ属 Muntiacus - インドキョン、キョン、マエガミホエジカなど
- シカ族 Cervini
  - アクシスジカ属 Axis -アクシスジカ、ホッグジカなど
  - バラシンガ属 Rucervus - バラシンガ、ションブルクジカ
  - ダマジカ属 Dama - ダマジカ、ペルシアダマジカ
  - †メガロケロス属 Megaloceros - ギガンテウスオオツノジカなど
  - †シノメガケロス属 Sinomegaceros - ヤベオオツノジカなど
  - ターミンジカ属 Panolia - ターミンジカ
  - シフゾウ属 Elaphurus - シフゾウ
  - サンバー属 Rusa - サンバー、ルサジカ、マリアナジカ、アルフレッドサンバー
  - シカ属 Cervus - アカシカ、ニホンジカ、ワピチ、クチジロジカ